# COBie
Construction Operations Building Information Exchange (COBie) — формат данных для передачи информации, полученной на основе информационной модели здания (BIM), по обслуживанию и эксплуатации сооружения после завершения строительства. Идеология формата тесно связана с подходами и методиками концепции BIM. Формат изобретён Bill East для Армейского инженерного корпуса США, пилотный проект был осуществлен в 2007 году.
COBie помогает собирать и записывать важные данные по проекту, такие как перечень используемого оборудования, информация о гарантийном обслуживании, списки запчастей к используемому оборудованию, таблицы данных по эксплуатации объекта строительства. Эти данные являются необходимыми для обслуживания, технического обеспечения и управления построенными зданиями.
В декабре 2011 года формат одобрен Национальным Институтом Строительных Наук США, как часть Общенационального стандарта информационного моделирования зданий.
Формат данных COBie поддерживается различными компьютерными приложениями для планирования, проектирования, строительства, ввода в эксплуатацию, обслуживанию и управлению зданиями. COBie может быть представлен в различном виде:
- Электронные таблицы Excel (*.xls)
- STEP-Part 21 (так же называемый Industry Foundation Classes, сокр. IFC)
- ifcXML — в начале 2013 года организация BuildingSMART работала над созданием облегченной версией XML-формата для COBie, который был назван COBieLite (облегчённая версия). Результат разработки стал доступен для использования в апреле 2013 года.